# Гринберг, Николай Иванович
Николай Иванович Гринберг (1897, Санкт-Петербург — не ранее 1924) — советский художник-авангардист.

## Биография
В 1918 году поступил в Свободную художественную мастерскую (Свомас), где обучался у Казимира Малевича. С 1919 по 1922 годы был учеником Михаила Матюшина в Мастерской пространственного реализма. Вместе с другими учениками Матюшина входил в объединение «Зорвед».
В 1923 году работал в Музее художественной культуры (МХК).
С 1924 года — сотрудник отдела органической культуры при Институте художественной культуры (Гинхук).
Принимал участие в выставках петроградских художников различных направлений (1918—1923), а также в выставке на Венецианском биеннале 1924 года.
Сведения о его дальнейшей судьбе неизвестны.